# Daesung
Kang Dae-sung (hangul: 강대성; hanja: 姜大聲; rr: Gang Dae-seong; MR: Kang Taesŏng; nascido em 26 de abril de 1989), mais conhecido pelo nome artístico Daesung (hangul: 대성) e de D-Lite no Japão, é um cantor, compositor, ator e apresentador de televisão sul-coreano. Ele conquistou proeminência ao estrear como um membro do grupo Big Bang em 2006 pela YG Entertainment. Em 2008, Daesung fez sua estreia como cantor solo, através do single de trot "Look at Me, Gwisoon" (hangul: 날봐, 귀순; rr: Nal Bwa Gwisun), que foi seguido por "Big Hit"  (hangul: 대박이야; rr: Daebakiya) (2009) e "Cotton Candy" (hangul: 솜사탕) (2010), com esta última atingindo a posição de número sete na parada Gaon Digital Chart.
Daesung lançou nos anos seguintes, mais canções em materiais do Big Bang e em 2013, realizou sua estreia no mercado musical japonês, através de seu primeiro álbum de estúdio D'scover pela YGEX. Para a sua promoção, embarcou em sua primeira turnê japonesa. No ano seguinte, ele lançou os extended plays (EPs) Rainy Rainy e Delight, com este último atingindo o topo da Oricon Albums Chart. Daesung lançou no mesmo ano, D'slove, seu segundo álbum de estúdio japonês e embarcou em sua segunda turnê japonesa, tornando-o primeiro artista solo coreano a reunir um público de mais de cem mil pessoas por dois anos consecutivos. Seu terceiro EP japonês intitulado D-Day (2017), liderou a Oricon Albums Chart, levando Daesung a tornar-se o segundo artista solo estrangeiro, a ter dois álbuns consecutivos em número um no Japão, depois do cantor estadunidense Michael Jackson. Para a sua promoção, ele realizou sua primeiro turnê pelas arenas de cúpula do país, reunindo um público total de mais de 150 mil pessoas em quatro apresentações.
Na televisão sul-coreana, Daesung fez parte do elenco do programa de variedades Family Outing de 2008 a 2010, do drama musical What's Up (2011) e apresentou o talk show Night After Night (2010).

## Biografia e carreira

### 1989–2005: Infância e adolescência
Kang Dae-sung nasceu no bairro de Itaewon em Seul, e ainda em uma idade jovem adquiriu interesse em tornar-se um cantor. Para superar a objeção de seus pais que eram fortemente contra a ideia, ele saiu de casa por uma semana a fim de obter sua permissão. Kang continuou a perseguir seu objetivo e foi recrutado pela YG Entertainment como um trainee, após ser bem sucedido em uma audição realizada pela mesma. Ele frequentou o ensino médio na Kyeongin High School, mas desistiu depois de um ano para se concentrar em suas atividades artísticas.

### 2006–2009: Estreia com o Big Bang e início da carreira solo

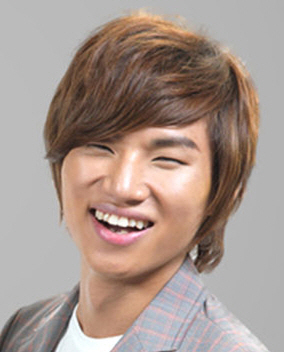
Daesung em campanha publicitária de 2010.

Kang passou a utilizar o seu primeiro nome, Daesung, como seu nome artístico e foi pareado com mais cinco trainees (G-Dragon, T.O.P, Taeyang, Seungri e Hyun-seung), a fim de integrar a formação do grupo Big Bang. A mesma foi transmitida pela televisão através de um documentário, onde Hyun-seung acabou sendo eliminado e o Big Bang fez sua estreia oficial em agosto de 2006 com cinco membros. Em sua estreia o quinteto lançou três álbuns singles, que precederam o lançamento de seu primeiro álbum de estúdio, Big Bang Vol.1 - Since 2007, que incluiu a primeira canção solo de Daesung, "Try Smiling" (hangul: 웃어 본다; rr: Useo Bonda). Logo após a estreia do grupo, ele foi diagnosticado com nódulos nas cordas vocais e teve de superar problemas decorrentes disso, como sociofobia e medo de estar no palco. No entanto, recebeu ajuda da companheira de gravadora Gummy, que havia sido diagnosticada com a mesma doença anteriormente.
Após lançar materiais com o Big Bang, Daesung lançou em junho de 2008, seu primeiro single de trot intitulado "Look at Me, Gwisoon". Ele afirmou que, embora estivesse preocupado sobre a possibilidade de atenuar a imagem do grupo, o mesmo gostaria de tentar algo diferente. No mesmo ano, ele juntou-se ao programa Family Outing da SBS como um membro permanente do elenco, e também realizou sua estreia em musicais, através da produção sul-coreana de Cats, onde desempenhou o papel de Rum Tum Tugger. Adicionalmente, tornou-se apresentador do programa de música Show! Music Core da MBC, ao lado de seu companheiro de Big Bang, Seungri.
Durante a maior parte do ano de 2009, Daesung passou contribuindo com as atividades promocionais de seu grupo, contudo, ele lançou seu segundo single de trot de nome "Big Hit" e estava se preparando para participar do musical autobiográfico Shouting, juntamente com Seungri, quando antes do mesmo estrear, ele se feriu ao envolver-se em um acidente de carro em agosto do mesmo ano. Ele retornava de uma locação do programa Family Outing para Seul, quando o veículo em que estava, bateu em uma mureta por derrapar devido a uma forte chuva na província de Gyeonggi. Daesung que estava no banco do passageiro, quebrou o nariz, machucou as costas e sofreu pequenas contusões no rosto e nos braços. Em outubro, ele retornou as suas atividades com o Big Bang através do evento Dream Concert realizado no Seoul World Cup Stadium.

### 2010–12:What's Up,Night After Nighte canções solo

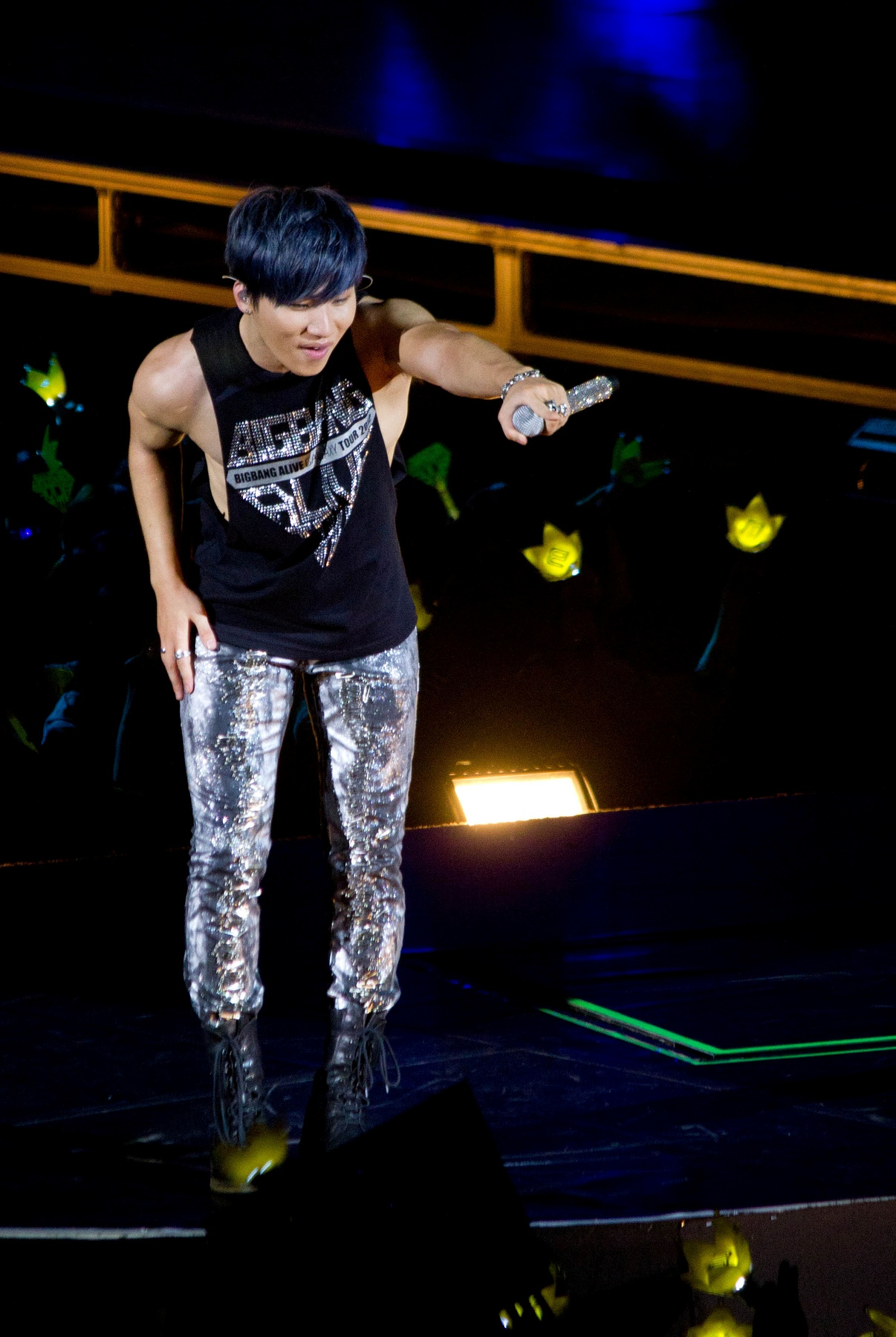
Daesung apresentando-se durante a turnê Alive Galaxy Tour do Big Bang em 2012.

No fim de janeiro de 2010, Daesung lançou o single digital "Cotton Candy", produzido com suas letras e com composição de Jung Ji-Chen, que posicionou-se em número sete na Gaon Digital Chart. Mais tarde, ele iniciou as filmagens do drama musical escrito por Sonj Ji-na e pré-produzido pela MBC, intitulado What's Up. Em novembro, Daesung tornou-se apresentador do talk show Night After Night e ainda no mesmo ano gravou a canção "How Did We Get", um dueto com a cantora Lee Hyori para seu álbum H-Logic (2010).
Em abril de 2011, lançou a canção "Baby Don't Cry", incluída na edição especial do extended play (EP) Tonight de seu grupo Big Bang, a canção atingiu a posição de número trinta na Gaon Digital Chart e de número dezenove da Billboard World Digital Songs. A mesma havia sido apresentada previamente por Daesung, durante o concerto Big Show 2011 realizado em fevereiro do mesmo ano. Em 31 de maio, ele se envolveu em um acidente de carro em que um motociclista faleceu. Após investigações subsequentes, as acusações iniciais contra ele foram indeferidas, pois a promotoria não encontrou provas suficientes de que o motociclista estava vivo no momento do acidente, tornando-se difícil descartar a possibilidade do mesmo já estar em óbito, devido seu acidente anterior em que colidiu com um poste. Apesar disso, Daesung teve de suspender todas as suas atividades públicas até 6 de novembro, quando fez sua primeira aparição após o incidente, comparecendo juntamente com seus companheiros do Big Bang na premiação MTV Europe Music Awards na Irlanda. De dezembro de 2011 a janeiro de 2012, ele também se apresentou em concertos realizados através da YG Family, que ocorreram na Coreia do Sul e Japão.
Em dezembro de 2011, o drama What's Up começou a ser exibido pela MBN. A sua canção "Lunatic" pertencente a trilha sonora do mesmo, foi lançada na mesma data de estreia do drama. Durante o ano de 2012, Daesung se dedicou as atividades promocionais do Big Bang, no mês de março, ele lançou a canção "Wings" (hangul: 날개; rr: Nalgae) com letras escritas pelo próprio, através do EP Alive do Big Bang. A canção recebeu críticas positivas e atingiu as posições de número oito na Gaon Digital Chart e de número treze na Billboard K-pop Hot 100.

### 2013–2016: Estreia no Japão,D'slove,Delighte turnês japonesas
Em 27 de fevereiro de 2013, Daesung sob o nome artístico de D-Lite lançou D'scover, seu primeiro álbum solo de estúdio japonês, realizando dessa forma, sua estreia no mercado de música do país. O álbum com um total de doze faixas, foi constituído por regravações das versões originais japonesas e das canções "Wings" e "Baby Don't Cry". Após seu lançamento, atingiu a segunda colocação na Oricon Albums Chart, através de sua  parada diária e semanal. Para a promoção de D'scover, foi anunciado quatro apresentações de Daesung nas cidades de Kobe e Tóquio, no entanto, devido a alta demanda, mais 21 concertos em dezessete cidades foram adicionados. A D'scover Tour iniciou-se em 23 de março no World Memorial Hall em Kobe e encerrou-se em 18 de junho na Yokohama Arena em Kanagawa, atraindo um público total de cem mil pessoas.
No ano seguinte, foi anunciado que Daesung realizaria sua segunda turnê japonesa. A D'slove Tour iniciou-se em 11 de junho de 2014 na Yokohama Arena. No mesmo dia de início da turnê, ele lançou o extended play (EP) digital de nome Rainy Rainy com quatro canções, que liderou tanto o iTunes Japão como o mu-no. Posteriormente em 16 de julho, Daesung lançou D'slove, seu segundo álbum japonês. A canção "I Love You" com participação do violinista Taro Hakase, foi lançada em 31 de julho como um single em formato físico e alcançou a posição de número cinco na Oricon Albums Chart. D'slove atingiu o topo da Oricon Albums Chart no dia de seu lançamento, obtendo vendas de mais de trinta mil cópias e para a sua promoção, Daesung prosseguiu com a turnê D'slove Tour, que encerrou-se em 27 de julho em Osaka. A mesma passou por nove cidades e obteve público de 170 mil pessoas em dezessete concertos. Com isso, ele tornou-se o primeiro artista solo coreano, a atrair mais de cem mil pessoas em uma turnê japonesa, por dois anos consecutivos.
Em 19 de outubro, Daesung lançou mais um EP japonês de nome Delight, o mesmo incluiu nove versões de quatro canções, além de regravações de seus singles de trot coreanos e covers de canções populares japonesas dos anos setenta. O álbum recebeu críticas positivas de dois cantores originais das canções e atingiu a posição de número um na Oricon Albums Chart em sua parada diária, além disso, estabeleceu-se em número 64 na Oricon Yearly Album Chart com 79 mil cópias vendidas durante o ano de 2014. Como forma de agradecimento a seus fãs, Daesung realizou um concerto encore que iniciou-se em 31 de janeiro de 2015 na Yoyogi National Gymnasium e encerrou-se no Osaka-jo Hall em 11 de fevereiro de 2015. Posteriormente, durante o restante do ano de 2015 e durante todo o ano de 2016, Daesung dedicou-se as atividades promocionais do Big Bang.

### 2017–presente: Dome Tour,D-Daye serviço militar obrigatório
Em 2 de dezembro de 2016, a YGEX anunciou a primeira turnê de Daesung pelas arenas de cúpula japonesas, intitulada D-Lite Japan Dome Tour, a turnê iniciou-se no Seibu Prince Dome em 15 e 16 de abril e foi concluída em 22 e 23 de abril de 2017 no Kyocera Dome, totalizando um público de 150.000 mil pessoas em duas cidades. Em 12 de abril, seu terceiro EP japonês D-Day, foi lançado simultaneamente na Coreia do Sul e Japão, atingindo o topo da Oricon Albums Chart e Billboard Japan Top Albums Sales. Além disso, foi o álbum mais vendido de um solista coreano no Japão no primeiro semestre de 2017. Posteriormente, Daesung iniciou em agosto a turnê DNA Show Vol.1, com 28 concertos iniciais agendados, entretanto, devido a alta demanda com a inscrição de 350 mil pessoas para a compra de ingressos, tornando-se seis vezes maior que o esperado, foi anunciado a adição de mais onze concertos, totalizando 39 apresentações em dezoito cidades japonesas, ocasionando em um público de 88 mil pessoas. Ademais, foram adicionados dois concertos em Honolulu, Estados Unidos, o que se tornou a primeira vez que Daesung se apresentou no país como um solista.
Durante o ano de 2017, Daesung ainda foi destaque no álbum de covers do grupo japonês Dreams Come True, através da participação na canção "Egao no Yukue" (japonês: 笑顔の行方, "The Direction of My Smiling Face"), gravada originalmente em 1990. Ele também lançou o EP digital Delight 2 em 12 de outubro, contendo três covers e uma canção original. O álbum liderou diversos serviços de música online japoneses e devido sua popularidade, Delight 2 foi lançado em formato físico em 20 de dezembro, com sete faixas adicionais, o mesmo obteve pico de número três na Oricon Albums Chart.
Em 13 de março de 2018, Daesung iniciou seu serviço militar obrigatório na 27ª Divisão de Infantaria em Hwacheon, na província de Gangwon, como um soldado do serviço ativo. Em 25 de julho de 2019, foi noticiado que um edíficio em Gagnam que Daesung adquiriu em 2017 antes de seu alistamento militar, poderia estar operando negócios ilegais. No dia seguinte, Daesung divulgou uma declaração afirmando que não tinha conhecimento do fato, pois iniciou seu serviço militar logo após a compra e que tomaria medidas legais contra inquilinos que cometessem atos ilegais, como o locatário do edifício. A investigação policial ainda está em andamento.
Em 10 de novembro de 2019, Daesung foi oficialmente dispensado do serviço militar obrigatório, ao lado de seu companheiro de Big Bang, Taeyang.

## Vida pessoal

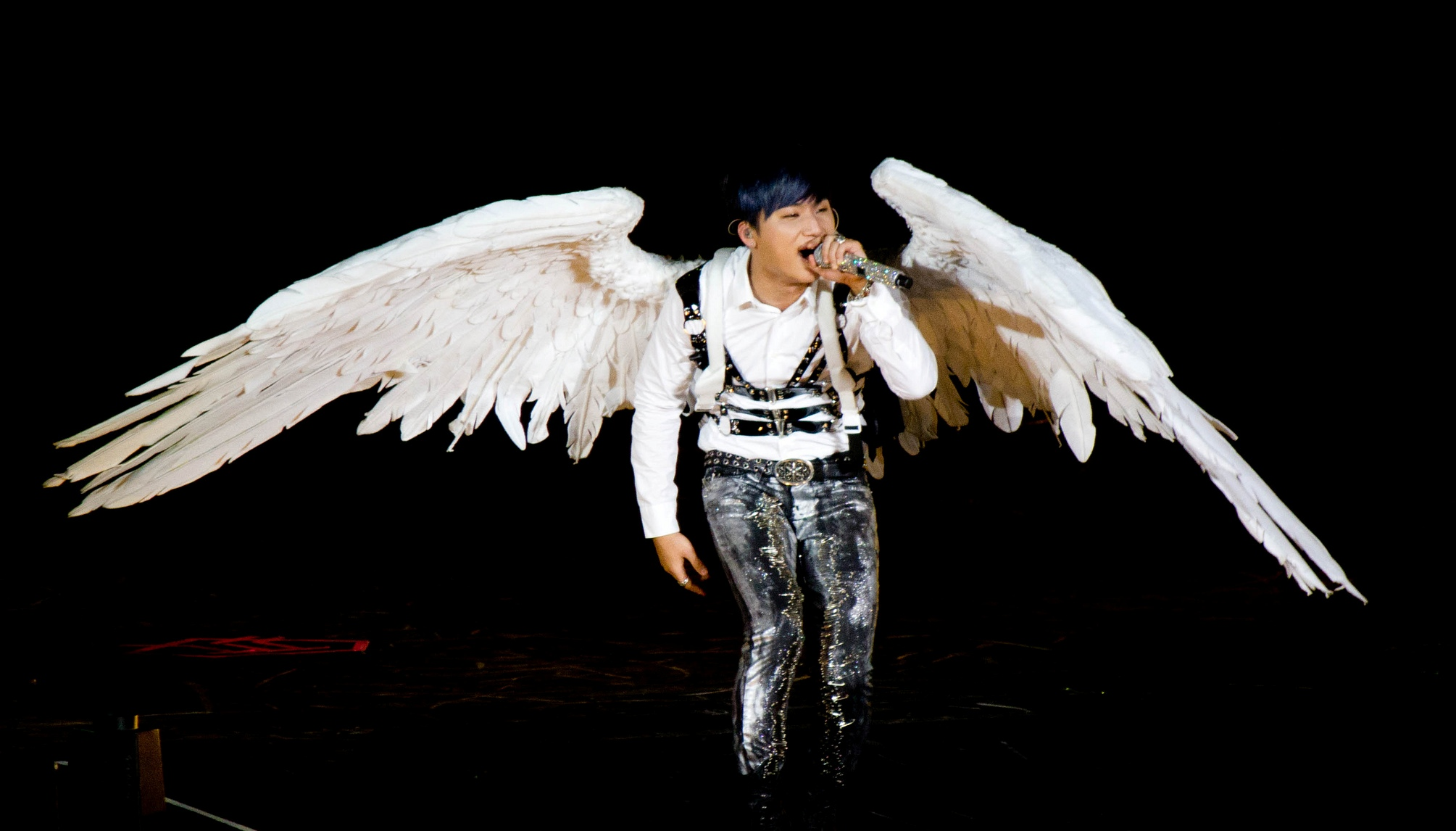
Daesung performing on Alive World tour

Daesung ingressou na Universidade Kyung Hee no departamento de Música Pós-moderna em 2008. Ele é um cristão devoto e considera que sua fé, foi uma grande influência na reavaliação de sua vida após um evento adverso que enfrentou. Ele tem uma irmã mais velha chamada Bora.

## Discografia
Álbuns de estúdio
- D'scover (2013)
- D'slove (2014)

Extended plays (EPs)
- Rainy Rainy (2014)
- Delight (2014)
- D-Day (2017)
- Delight 2 (2017)

## Turnês
- D'scover Tour (2013)
- D'slove Tour (2014-15)
- D-lite Japan Dome Tour (2017)
- DNA Show Vol.1 (2017)

## Filmografia

### Filmes
| Ano  | Título                              | Papel     | Notas            |
| ---- | ----------------------------------- | --------- | ---------------- |
| 2010 | A Turtle's Tale: Sammy's Adventures | Sammy     | Dublagem coreana |
| 2016 | Big Bang Made                       | Ele mesmo | Documentário     |

### Televisão
| Ano  | Título                              | Papel      | Emissora |
| ---- | ----------------------------------- | ---------- | -------- |
| 2010 | Haru: An Unforgettable Day In Korea | Ele mesmo  | -        |
| 2011 | What's Up                           | Ha Do-sung | MBN      |

### Programas de variedades
| Ano       | Emissora  | Título                    | Função       | Notas                                              |
| --------- | --------- | ------------------------- | ------------ | -------------------------------------------------- |
| 2008–2009 | MBC       | Show! Music Core          | Apresentador | com Seungri                                        |
| 2008–2010 | SBS       | Family Outing             | Membro       | com Yoo Jae-suk, Lee Hyori, Kim Jong-kook e outros |
| 2010–2011 | SBS       | Night After Night         | Apresentador | com Jung Yong-hwa, Uee e outros.                   |
| 2011      | SBS       | Running Man               | Convidado    | episódios 35 e 36, com Jung Yong-hwa               |
| 2013      | MTV Japão | D'splay Japan             | Apresentador | com VJ Boo                                         |
| 2013      | MTV Japão | D'splay Returns Japan     | Apresentador | com VJ Boo                                         |
| 2013      | SBS       | Running Man               | Convidado    | episódio 163, com G-Dragon e Seungri               |
| 2017      | SBS       | Fantastic Duo             | Convidado    | episódios 43 e 44                                  |
| 2018      | Netflix   | YG Future Strategy Office | Convidado    | episódio 1                                         |

### Musical
| Ano  | Título                | Personagem     |
| ---- | --------------------- | -------------- |
| 2008 | Cats (versão coreana) | Rum Tum Tugger |

### Aparições em vídeos musicais
| Ano  | Título da canção  | Artista |
| ---- | ----------------- | ------- |
| 2008 | "Only Look At Me" | Taeyang |
| 2012 | "Gangnam Style"   | Psy     |